# Křepelovití
Křepelovití (Odontophoridae) je čeleď menších zavalitých hrabavých ptáků pocházejících z Nového světa. Čeleď tvoří 9 rodů, všechny mají stejné české jméno křepel.

## Zařazení
Čeleď křepelovitých byla ještě donedávna součásti čeledě bažantovitých, kde byla považována za pouhou podčeleď. Morfologická a molekulární analýzy však objasnily vzájemné vztahy a potvrdily platnost osamostatnění této čeledě.

## Rozšíření
Křepelovití jsou ptáci pocházející z Ameriky, kde se vyskytují na svých původních místech od jižních oblastí Kanady přes USA, Mexiko, Střední Ameriku, Andy a Amazonii po jižní oblasti Bolívie, Brazílie a Uruguaye. Severoamerické druh byly introdukovány i do nejjižnějších částí Jižní Ameriky, do Argentiny a Chile. Lidskými zásahy se také rozšířili do jiných oblastí světa, jako místně do Evropy, do Austrálie, na Nový Zéland i Havajské ostrovy.
Zabírají širokou škálu stanovišť. Některé druhy preferují tropické nebo subtropické lesy, jiní žijí v horských lesích, mnozí se vyskytují nejvíce na rozhraní savan a lesních okrajů. Jsou i tací, kterým nejlépe vyhovují okraje pouští.

## Popis
Křepelové jsou středně velcí, poněkud zavalití ptáci s krátkými křídly i ocasem. Mnohým, u obou pohlaví, narůstá na temeni hlavy nápadná, dopředu ohnutá chocholka která může být vytvořena malých chomáčkem i dlouhými péry. Samci jsou všeobecně větší a mívají u některých druhů více vybarvené peří. Mají silné nohy uzpůsobené pro hrabání na kterých nemají ostruhy, jsou většinou dobři běžci. Jejich specifickým znakem je silný, mírně zahnutý zobák se zoubkovaným okrajem. Bývají velcí 17 až 37 cm a těžcí 125 až 465 gramů.
Jsou to denní, nemigrující ptáci kteří tráví většinu času na zemi, hřadování na stromech bylo pozorováno jen u lesních druhů. Nejsou dobří letci, těžkopádně létají jen na krátké vzdálenosti. Zdržují se v malých skupinách ve kterých je většinou dospělý pár a mláďata z předchozího líhnutí. Ve svých zvukových projevech jsou jeden druh od druhého odlišný, většinou se tyto zvuky nazývají pískáním.

## Stravování
Podle potravy se řadí do kategorie všežravců, vylíhnutá kuřata se živí převážně drobnou živočišnou potravou (hlavně bezobratlovci), dospělí ptáci pak hlavně semeny trav i dalších bylin, keřů i stromů. Semena sbírají na zemi nebo i přímo vyzobávají, např. z klasů. Hodně druhů se zdržuje v oblastech kde je obdělávaná zemědělská půda a tam žerou téměř vše co se pěstuje pro semena, např. kukuřici, pšenici, čirok, arašídy i fazole. Druhy žijící na okrajích savan a polopouští nacházejí hlavní obživu v semenech planě rostoucích rostlin. Křepelové obývající lesy často vyhrabují hlízy, cibulky a dužnaté kořínky. Žádný druh ani v dospělosti nepohrdne nalezenou živočišnou potravou, kterou přece jen více sbírají slepice pro podporu snůšky vajec.

## Rozmnožování
U křepelů je způsob soužití při rozmnožování velice pestrý. Páry některých druhů jsou monogamní, u jiných je zjištěna polygamie, polyandrie i promiskuita. Hnízda si většinou staví na zemi, mohou to být jen ploché misky nebo jsou i svrchu překryté vegetaci s jediným vstupním otvorem, do kterých slepice žijící spíše ve stepích snášejí až 17 vajec, kdežto slepice obývající lesy jen okolo 3 až 5 vajec. Inkubace trvá 16 až 30 dnů. Kuřata jsou po vylíhnutí schopna sama si najít vhodnou potravu, rychle rostou a mohou již za 14 dnů létat. Křepelové hnízdí jen jednou ročně, při neúspěšném zahnízdění (např. ztráta vajec) mohou to zkoušet ještě i dvakrát, ale s menším počtem vajec. Přestože kvočna ještě po několik týdnů o kuřata pečuje (klasické simulování zlomeného křídla pro odlákání pozornosti), dosahuje mortalita vlivem přirozených predátorů od snesení vajec do dospělosti asi 50 %, průměrný dožitý věk je do 5 let.

## Ohrožení
Mimo přirozených nepřátel, jako jsou jestřábi, lišky, skunci a hadi jsou křepelové v mnoha státech považování za běžnou lovnou zvěř. Nejvíce jsou ohrožovány druhy žijící v lesních prostředí, která jsou jim průběžně ničena intenzivní těžbou dřeva. Podle Červeného seznamu IUCN jsou křepel černočelý, křepel dariénský, křepel hnědohřbetý, křepel perličkový i křepel vousatý považování za zranitelné druhy a křepel límcový dokonce za ohrožený druh.

## Taxonomie
Čeleď křepelovitíých se dělí do 9 rodů a ty dále do zhruba 30 druhů:
| rod Callipepla Wagler, 1832                                       | rod Odontophorus Vieillot, 1816                             |
| křepel kalifornský (Callipepla californica) (Shaw, 1798)          | křepel černočelý (Odontophorus atrifrons) Allen, 1900       |
| křepel Douglasův (Callipepla douglasii) (Vigors, 1829)            | křepel pruholící (Odontophorus balliviani) Gould, 1846      |
| křepel přílbový (Callipepla gambelii) (Gambel, 1843)              | křepel tečkovaný (Odontophorus capueira) (Spix, 1825)       |
| křepel šupinkatý (Callipepla squamata) (Vigors, 1830)             | křepel venezuelský (Odontophorus columbianus) Gould, 1850   |
| rod Colinus Goldfuss, 1820                                        | křepel dariénský (Odontophorus dialeucos) Wetmore, 1963     |
| křepel chocholatý (Colinus cristatus) (Linnaeus, 1766)            | křepel rezavočelý (Odontophorus erythrops) Gould, 1859      |
| křepel černohrdlý (Colinus nigrogularis) (Gould, 1843)            | křepel mramorovaný (Odontophorus gujanensis) (Gmelin, 1789) |
| křepel virginský (Colinus virginianus) (Linnaeus, 1758)           | křepel skvrnitý (Odontophorus guttatus) (Gould, 1838)       |
| rod Cyrtonyx Gould, 1844                                          | křepel kaštanový (Odontophorus hyperythrus) Gould, 1858     |
| křepel harlekýn (Cyrtonyx montezumae) (Vigors, 1830)              | křepel bělohrdlý (Odontophorus leucolaemus) Salvin, 1867    |
| křepel perličkový (Cyrtonyx ocellatus) (Gould, 1837)              | křepel hnědohřbetý (Odontophorus melanonotus) Gould, 1861   |
| rod Dactylortyx Ogilvie-Grant, 1893                               | křepel středoamerický (Odontophorus melanotis) Salvin, 1865 |
| křepel zpěvavý (Dactylortyx thoracicus) (Gambel, 1848)            | křepel rezavoprsý (Odontophorus speciosus) Tschudi, 1843    |
| rod Dendrortyx Gould, 1844                                        | křepel hvězdičkový (Odontophorus stellatus) (Gould, 1843)   |
| křepel vousatý (Dendrortyx barbatus) Gould, 1846                  | křepel límcový (Odontophorus strophium) (Gould, 1844)       |
| křepel vysokohorský (Dendrortyx leucophrys) (Gould, 1844)         | rod Philortyx Gould, 1846                                   |
| křepel dlouhoocasý (Dendrortyx macroura) (Jardine et Selby, 1828) | křepel pruhovaný (Philortyx fasciatus) (Gould, 1844)        |
| rod Oreortyx S. F. Baird, 1858                                    | rod Rhynchortyx Ogilvie-Grant, 1893                         |
| křepel horský (Oreortyx pictus) (Douglas, 1829)                   | křepel rezavolící (Rhynchortyx cinctus) (Salvin, 1876)      |

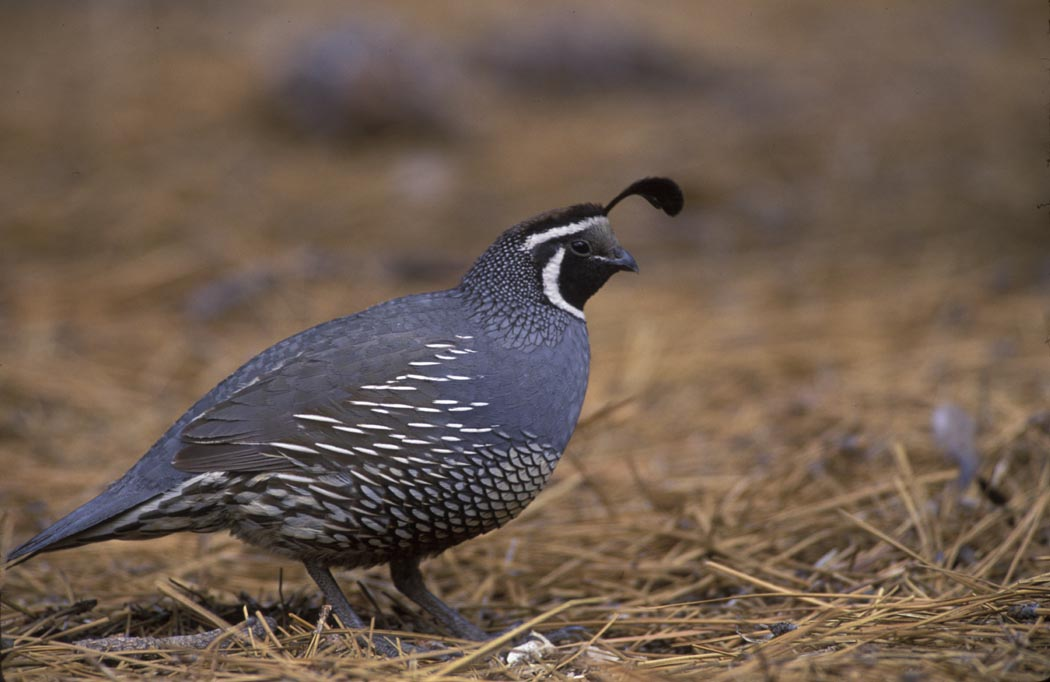
Křepel kalifornský
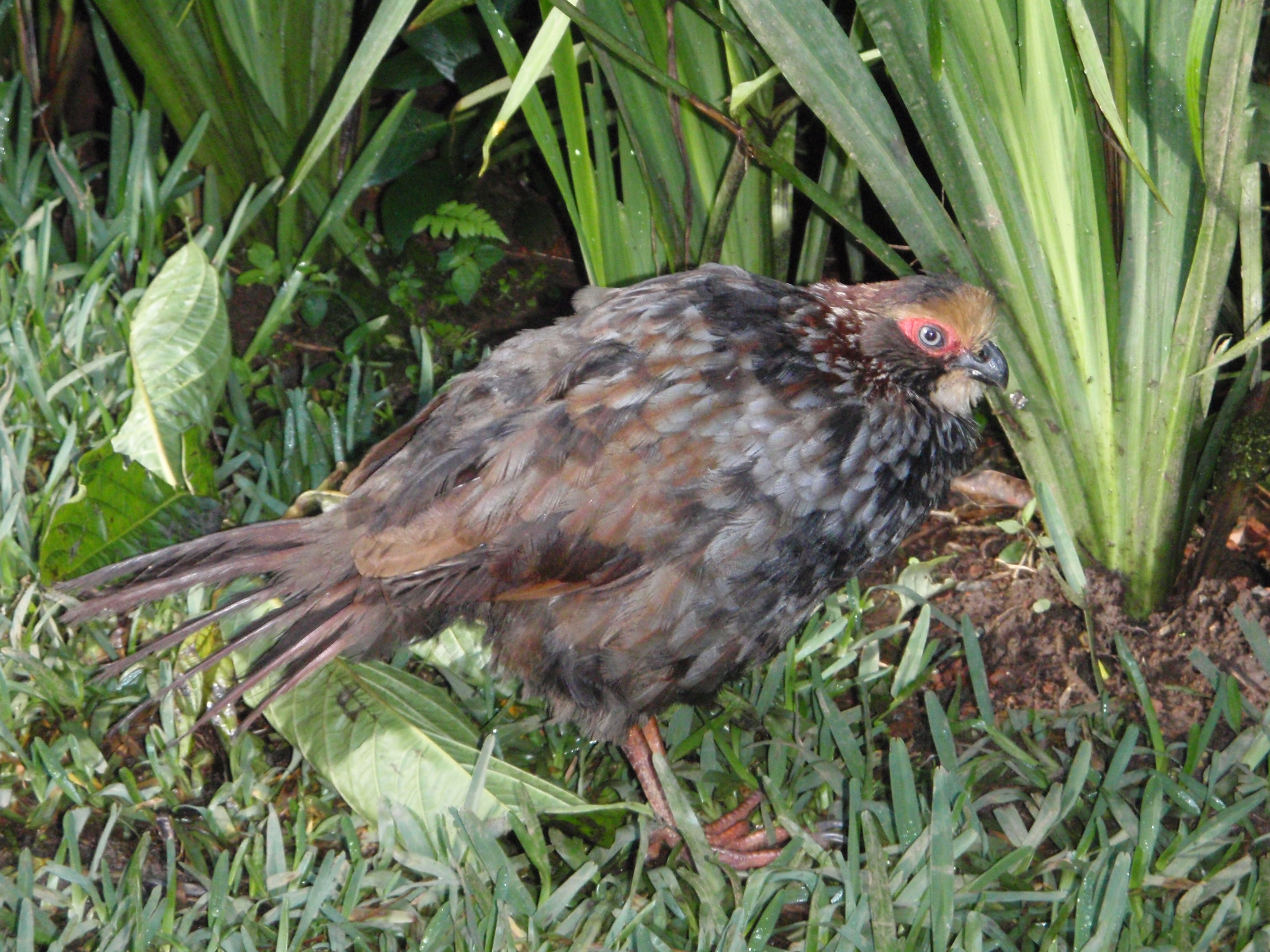
Křepel vysokohorský
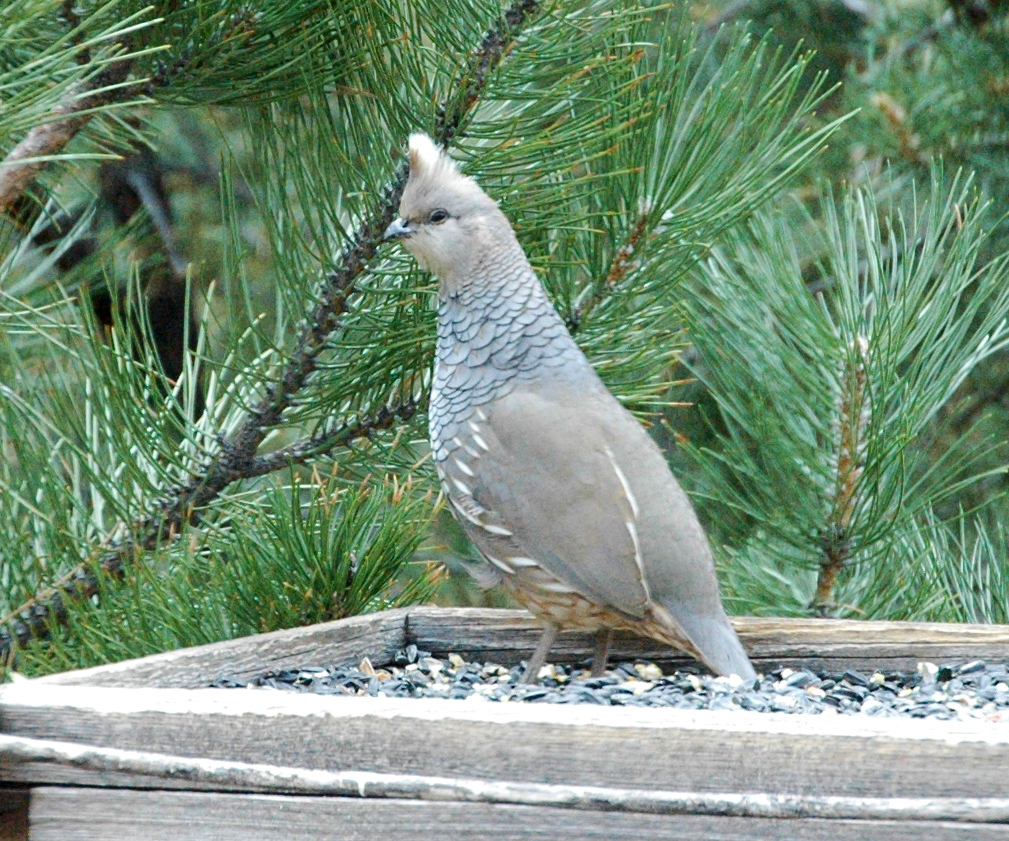
Křepel šupinkatý
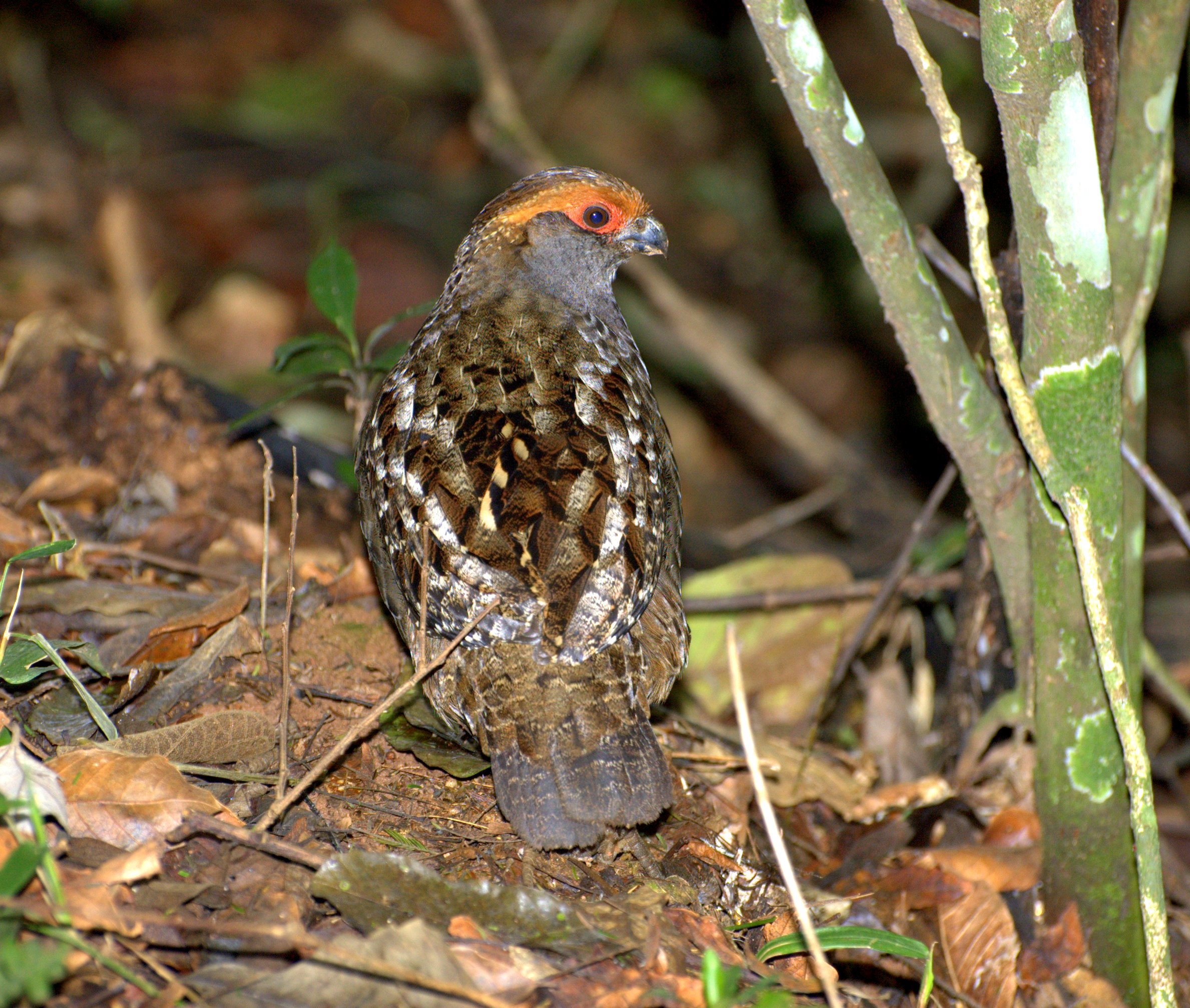
Křepel tečkovaný